# 大庭勘助
大庭 勘助（おおば かんすけ、生没年不詳）は、江戸時代前期の槍術家。名は景包、号は円智。

## 経歴・人物
分利流の佐分利重堅に学ぶ。江戸で円智流を広めた。